# Lista de canções gravadas por Loona
Esta é a lista de canções lançadas pelo grupo feminino sul-coreano LOOΠΔ, que teve sua estreia em agosto de 2018 sob selo da Blockberry Creative, consistindo em material que foi lançado em formato físico ou digital.

## Canções
|  | Indica lançamento de single |  | Indica lançamento de single promocional |

## #
| Canção | Integrante(s) | Álbum | Ano  | Outro(s) artista(s) | Nota |
| ------ | ------------- | ----- | ---- | ------------------- | ---- |
| "+ +"  | LOOΠΔ         | [+ +] | 2018 | —                   | —    |
| "#"    | LOOΠΔ         | [#]   | 2020 | —                   | —    |
| "&"    | LOOΠΔ         | [&]   | 2021 | —                   | —    |

## 0-9
| Canção                          | Integrante(s) | Álbum     | Ano  | Outro(s) artista(s) | Nota                                                                        |
| ------------------------------- | ------------- | --------- | ---- | ------------------- | --------------------------------------------------------------------------- |
| "12:00"                         | LOOΠΔ         | [12:00]   | 2020 | —                   | —                                                                           |
| "3월을 기다려 (Valentine Girl)" | LOOΠΔ 1/3     | Love&Live | 2017 | —                   | Pré-estreia; o nome coreano significa "Espere por Março"                    |
| "365"                           | LOOΠΔ         | [#]       | 2019 | —                   | Lançada como single de agradecimento aos fãs e pré-lançamento do álbum [#]. |

## A
| Canção                  | Integrante(s)  | Álbum     | Ano  | Outro(s) artista(s) | Nota        |
| ----------------------- | -------------- | --------- | ---- | ------------------- | ----------- |
| "ADD"                   | Odd Eye Circle | Max&Match | 2017 | —                   | Pré-estreia |
| "A Different Night"     | LOOΠΔ          | [&]       | 2021 | —                   | —           |
| "다녀가요 (Around You)" | HyunJin        | HyunJin   | 2016 | —                   | Pré-estreia |

## B
| Canção      | Integrante(s) | Álbum | Ano  | Outro(s) artista(s) | Nota |
| ----------- | ------------- | ----- | ---- | ------------------- | ---- |
| "Be Honest" | LOOΠΔ         | [&]   | 2021 | —                   | —    |
| "Butterfly" | LOOΠΔ         | [× ×] | 2019 | —                   | —    |

## C
| Canção          | Integrante(s)  | Álbum     | Ano  | Outro(s) artista(s) | Nota        |
| --------------- | -------------- | --------- | ---- | ------------------- | ----------- |
| "Chaotic"       | Odd Eye Circle | Mix&Match | 2017 | —                   | Pré-estreia |
| "색깔 (Colors)" | LOOΠΔ          | [× ×]     | 2019 | —                   | —           |
| "Curiosity"     | LOOΠΔ          | [× ×]     | 2019 | —                   | —           |

## D
| Canção                    | Integrante(s) | Álbum             | Ano  | Outro(s) artista(s) | Nota                                 |
| ------------------------- | ------------- | ----------------- | ---- | ------------------- | ------------------------------------ |
| "dal segno"               | LOOΠΔ yyxy    | Beauty & the Beat | 2018 | —                   | Pré-estreia                          |
| "Dance On My Own"         | LOOΠΔ         | [&]               | 2021 | —                   | —                                    |
| "Day & Night"             | LOOΠΔ         | [#]               | 2020 | —                   | Exclusiva da versão física do álbum. |
| "땡땡땡 (Ding Ding Dong)" | LOOΠΔ         | [#]               | 2020 | —                   | —                                    |
| "D-1"                     | Yves          | Yves              | 2017 | —                   | Pré-estreia                          |

## E
| Canção                | Integrante(s)            | Álbum      | Ano  | Outro(s) artista(s) | Nota        |
| --------------------- | ------------------------ | ---------- | ---- | ------------------- | ----------- |
| "Eclipse"             | Kim Lip                  | Kim Lip    | 2017 | —                   | Pré-estreia |
| "Egoist"              | Olivia Hye feat. JinSoul | Olivia Hye | 2018 | —                   | Pré-estreia |
| "Everyday I Love You" | ViVi feat. HaSeul        | ViVi       | 2017 | —                   | Pré-estreia |
| "Everyday I Need You" | ViVi feat. JinSoul       | ViVi       | 2017 | —                   | Pré-estreia |

## F
| Canção                | Integrante(s) | Álbum             | Ano  | Outro(s) artista(s) | Nota                     |
| --------------------- | ------------- | ----------------- | ---- | ------------------- | ------------------------ |
| "기억해 (Fall Again)" | LOOΠΔ         | [12:00]           | 2020 | —                   | —                        |
| "favOriTe"            | LOOΠΔ         | [+ +]             | 2018 | —                   | Pré-estreia, lead single |
| "Fairy Tale"          | LOOΠΔ 1/3     | Love&Live         | 2017 | —                   | Pré-estreia              |
| "frozen"              | LOOΠΔ yyxy    | Beauty & the Beat | 2018 | —                   | Pré-estreia              |

## G
| Canção        | Integrante(s)  | Álbum     | Ano  | Outro(s) artista(s) | Nota        |
| ------------- | -------------- | --------- | ---- | ------------------- | ----------- |
| "Girl Front"  | Odd Eye Circle | Mix&Match | 2017 | —                   | Pré-estreia |
| "Girl's Talk" | Yves, Chuu     | Chuu      | 2017 | —                   | Pré-estreia |

## H
| Canção                      | Integrante(s) | Álbum                             | Ano   | Outro(s) artista(s) | Nota                       |
| --------------------------- | ------------- | --------------------------------- | ----- | ------------------- | -------------------------- |
| "열기 (Heat)"               | LOOΠΔ         | [+ +]                             | 2018  | —                   | —                          |
| "Heart Attack"              | Chuu          | Chuu                              | 2017  | —                   | Pré-estreia                |
| "숨바꼭질 (Hide & Seek)"    | LOOΠΔ         | [12:00]                           | 2020  | —                   | —                          |
| "Hi High"                   | LOOΠΔ         | [+ +]                             | 2018  | —                   | Single de estréia.         |
| "HULA HOOP"                 | LOOΠΔ         | HULA HOOP / StarSeed 〜カクセイ〜 | 20221 | —                   | Single de estréia no Japão |
| "HULA HOOP - City Pop Ver." | LOOΠΔ         | HULA HOOP / StarSeed 〜カクセイ〜 | 2021  | —                   | —                          |

## I
| Canção               | Integrante(s)   | Álbum     | Ano  | Outro(s) artista(s)             | Nota        |
| -------------------- | --------------- | --------- | ---- | ------------------------------- | ----------- |
| "I'll Be There"      | HeeJin, HyunJin | HyunJin   | 2016 | —                               | Pré-estreia |
| "Into The New Heart" | LOOΠΔ 1/3       | Love&Live | 2017 | Guitarra por Kim JungMo de TRAX | Pré-estreia |

## K
| Canção                       | Integrante(s) | Álbum  | Ano  | Outro(s) artista(s) | Nota        |
| ---------------------------- | ------------- | ------ | ---- | ------------------- | ----------- |
| "키스는 다음에 (Kiss Later)" | YeoJin        | YeoJin | 2017 | —                   | Pré-estreia |

## L
| Canção                     | Integrante(s)    | Álbum             | Ano  | Outro(s) artista(s) | Nota |
| -------------------------- | ---------------- | ----------------- | ---- | ------------------- | --- |
| "소년, 소녀 (Let Me In)"   | HaSeul           | HaSeul            | 2016 | —                   | Pré-estreia; o nome coreano significa "Garoto, Garota" |
| "LOONATIC"                 | Odd Eye Circle   | Mix&Match         | 2017 | —                   | Pré-estreia |
| "love4eva"                 | LOOΠΔ yyxy       | Beauty & the Beat | 2018 | Grimes              | Pré-estreia; as versões normais do álbum físico dispõem de uma dentre três versões aleatórias da música, e a versão limitada do álbum também dispõe de uma versão única da música |
| "Love Cherry Motion"       | Choerry          | Choerry           | 2017 | —                   | Pré-estreia |
| "Love Letter"              | JinSoul, Kim Lip | JinSoul           | 2017 | —                   | Pré-estreia |
| "지금, 좋아해 (Love&Live)" | LOOΠΔ 1/3        | Love&Live         | 2017 | —                   | Pré-estreia; o nome coreano significa "Agora, Eu Gosto" |
| "Love&Evil"                | LOOΠΔ 1/3        | Love&Evil         | 2017 | —                   | Pré-estreia; instrumental |

## M
| Canção      | Integrante(s)   | Álbum  | Ano  | Outro(s) artista(s) | Nota        |
| ----------- | --------------- | ------ | ---- | ------------------- | ----------- |
| "My Melody" | HaSeul, YeoJin  | YeoJin | 2017 | —                   | Pré-estreia |
| "My Sunday" | HeeJin, HyunJin | YeoJin | 2017 | —                   | Pré-estreia |

## N
| Canção        | Integrante(s)                  | Álbum                   | Ano  | Outro(s) artista(s) | Nota        |
| ------------- | ------------------------------ | ----------------------- | ---- | ------------------- | ----------- |
| "new"         | Yves                           | Yves (single)           | 2017 | —                   | Pré-estreia |
| "Not Friends" | HeeJin, Kim Lip, JinSoul, Yves | MAXIS BY RYAN JHUN PT.2 | 2021 | —                   | —           |
| "Number 1"    | LOOΠΔ                          | [#]                     | 2020 | —                   | —           |

## O
| Canção          | Integrante(s)  | Álbum             | Ano  | Outro(s) artista(s) | Nota                                                      |
| --------------- | -------------- | ----------------- | ---- | ------------------- | --------------------------------------------------------- |
| "ODD"           | Odd Eye Circle | Mix&Match         | 2017 | —                   | Pré-estreia                                               |
| "ODD Front"     | Odd Eye Circle | Max&Match         | 2017 | —                   | Pré-estreia                                               |
| "Oh (Yes I Am)" | LOOΠΔ          | [#]               | 2020 | —                   | —                                                         |
| "One & Only"    | Go Won         | Go Won            | 2018 | —                   | Pré-estreia, há uma versão sem efeitos 3D no álbum físico |
| "one way"       | LOOΠΔ yyxy     | Beauty & the Beat | 2018 | —                   | Pré-estreia                                               |
| "OOPS!"         | LOOΠΔ          | [12:00]           | 2020 | —                   | —                                                         |

## P
| Canção                                 | Integrante(s)    | Álbum                                | Ano  | Outro(s) artista(s) | Nota        |
| -------------------------------------- | ---------------- | ------------------------------------ | ---- | ------------------- | ----------- |
| "PTT (Paint The Town)"                 | LOOΠΔ            | [&]                                  | 2021 | —                   | —           |
| "PTT (Paint The Town) - Japanese Ver." | LOOΠΔ            | PTT (Paint The Town) - Japanese Ver. | 2021 | —                   | —           |
| "Perfect Love"                         | LOOΠΔ            | [+ +]                                | 2018 | —                   | —           |
| "Puzzle"                               | JinSoul, Choerry | Choerry                              | 2017 | —                   | Pré-estreia |

## R
| Canção                         | Integrante(s)      | Álbum             | Ano  | Outro(s) artista(s) | Nota                                                      |
| ------------------------------ | ------------------ | ----------------- | ---- | ------------------- | --------------------------------------------------------- |
| "비의 목소리 51db (Rain 51db)" | LOOΠΔ 1/3          | Love&Evil         | 2017 | —                   | Pré-estreia; o nome coreano significa "Voz da Chuva 51db" |
| "rendezvous 18.6"              | LOOΠΔ yyxy         | Beauty & the Beat | 2018 | —                   | Pré-estreia                                               |
| "Rosy"                         | Go Won, Olivia Hye | Olivia Hye        | 2018 | —                   | Pré-estreia                                               |

## S
| Canção                       | Integrante(s)             | Álbum                             | Ano  | Outro(s) artista(s) | Nota                                                          |
| ---------------------------- | ------------------------- | --------------------------------- | ---- | ------------------- | ------------------------------------------------------------- |
| "위성 (Satellite)"           | LOOΠΔ                     | [× ×]                             | 2019 | —                   | —                                                             |
| "See Saw"                    | Chuu, Go Won feat. HeeJin | Go Won                            | 2018 | —                   | Pré-estreia                                                   |
| "Singing in the Rain"        | JinSoul                   | JinSoul                           | 2017 | —                   | Pré-estreia                                                   |
| "알 수 없는 비밀 (Sonatine)" | LOOΠΔ 1/3                 | Love&Evil                         | 2017 | —                   | Pré-estreia; o nome coreano significa "Um Segredo Misterioso" |
| "So What"                    | LOOΠΔ                     | [#]                               | 2020 | —                   | —                                                             |
| "Star"                       | LOOΠΔ                     | [12:00]                           | 2020 | —                   | Versão em inglês de "목소리 (Voice)".                         |
| "Starlight"                  | Odd Eye Circle            | Mix&Match                         | 2017 | —                   | Pré-estreia                                                   |
| "StarSeed 〜カクセイ〜"      | LOOΠΔ                     | HULA HOOP / StarSeed 〜カクセイ〜 | 2021 | —                   | —                                                             |
| "Stylish"                    | LOOΠΔ                     | [+ +]                             | 2018 | —                   | —                                                             |
| "Sweet Crazy Love"           | Odd Eye Circle            | Max&Match                         | 2017 | —                   | Pré-estreia                                                   |

## T
| Canção      | Integrante(s)           | Álbum   | Ano  | Outro(s) artista(s) | Nota                                      |
| ----------- | ----------------------- | ------- | ---- | ------------------- | ----------------------------------------- |
| "The Carol" | HaSeul, HeeJin, HyunJin | HaSeul  | 2016 | —                   | Pré-estreia                               |
| "Twilight"  | Kim Lip                 | Kim Lip | 2017 | —                   | Pré-estreia; produzido por Cha Cha Malone |

## U
| Canção     | Integrante(s)  | Álbum     | Ano  | Outro(s) artista(s) | Nota        |
| ---------- | -------------- | --------- | ---- | ------------------- | ----------- |
| "Universe" | LOOΠΔ          | [12:00]   | 2020 | —                   | —           |
| "Uncover"  | Odd Eye Circle | Max&Match | 2017 | —                   | Pré-estreia |
| "U R"      | LOOΠΔ          | [&]       | 2021 | —                   | —           |

## V
| Canção                  | Integrante(s) | Álbum   | Ano  | Outro(s) artista(s) | Nota        |
| ----------------------- | ------------- | ------- | ---- | ------------------- | ----------- |
| "ViViD"                 | HeeJin        | HeeJin  | 2016 | —                   | Pré-estreia |
| "ViViD (Acoustic ver.)" | HeeJin        | HeeJin  | 2016 | —                   | Pré-estreia |
| "목소리 (Voice)"        | LOOΠΔ         | [12:00] | 2020 | —                   | —           |

## W
| Canção         | Integrante(s) | Álbum   | Ano  | Outro(s) artista(s) | Nota |
| -------------- | ------------- | ------- | ---- | ------------------- | ---- |
| "Where You At" | LOOΠΔ         | [× ×]   | 2019 | —                   | —    |
| "Why Not?"     | LOOΠΔ         | [12:00] | 2020 | —                   | —    |
| "WOW"          | LOOΠΔ         | [&]     | 2021 | —                   | —    |

## X
| Canção | Integrante(s) | Álbum | Ano  | Outro(s) artista(s) | Nota |
| ------ | ------------- | ----- | ---- | ------------------- | ---- |
| "× ×"  | LOOΠΔ         | [× ×] | 2019 | —                   | —    |

## Y
| Canção                | Integrante(s)                     | Álbum     | Ano  | Outro(s) artista(s) | Nota |
| --------------------- | --------------------------------- | --------- | ---- | ------------------- | --- |
| "You And Me Together" | LOOΠΔ 1/3                         | Love&Live | 2017 | —                   | Pré-estreia                                                                                             |
| "Yum-Yum"             | YeoJin, Kim Lip, Choerry e Go Won | Yum-Yum   | 2021 | Cocomong            | Single promocional lançado em parceria com o desenho animado Cocomong, voltado para o público infantil. |